# La Salle Bilbao
El colegio La Salle Bilbao, anteriormente La Salle Nuestra Señora del Rosario, es un centro educativo privado concertado perteneciente a los Hermanos de las Escuelas Cristianas, situado en Bilbao. Su oferta educativa está considerada como una de las mejores del País Vasco y de España, habiendo sido reconocido como uno de los mejores colegios del país según el periódico El Mundo y galardonado con la Q de Plata.

## Historia
El colegio La Salle Bilbao nace en 1887 en el entonces municipio de Deusto, actual barrio de Bilbao, con el nombre de “Escuela Ntra. Sra. del Rosario”, al aceptar los Hermanos de las Escuelas Cristianas la invitación de D. Gregorio de Ybarra y Gutiérrez de Caviedes para dirigir un centro que deseaba crear en beneficio de los niños de Deusto, utilizando un edificio de su propiedad.
En 1893 los Hermanos de la Salle fundaron en Bilbao, a su vez, un centro denominado “Colegio Santiago Apóstol” para impartir enseñanzas de Primaria y Comercial. Tras varios traslados en centro se asentó en 1909 en la calle Licenciado Poza, ampliando su oferta con estudios de Bachillerato y creando un internado.
Cada uno de estos Colegios, dirigidos los dos por los Hermanos de La Salle, siguió una vida independiente hasta 1976 en que se decidió situar a ambos en el mismo espacio: los terrenos del colegio de Deusto y unos terrenos anexos que se habían comprado con anterioridad. Compartiendo el mismo espacio quedaron configurados como dos centros jurídicamente independientes: La Salle Ntra. Señora del Rosario y La Salle Santiago Apóstol.
En el curso de las nuevas reformas educativas el primero de los centros pasó a abarcar Infantil y Primaria y el segundo, ESO y Bachillerato. Evidentemente se generaron espacios y servicios comunes. En el curso 2002-2003 se tomó la decisión de unificar las gestión de los dos Colegios creando la figura de un director general y un Equipo Directivo común. Por fin, en el curso 2005-06 se ha producido la unificación jurídica en un mismo centro y con el nombre de “Colegio La Salle Bilbao”.
Los Hnos. de La Salle son los titulares del centro, que se asienta sobre terrenos propiedad de dicha congregación religiosa y de la “Fundación Escuela Ntra. Sra. del Rosario” (Fundación Ybarra), creada por la familia fundadora del Colegio. Es un centro mixto, privado y concertado.

## Edificios
El colegio está compuesto por 4 edificios: el edificio más grande en las que se lleva a cabo el Aula de 2 años, la educación infantil, y la educación primaria, al lado de este edificio este edificio se encuentra el polideportivo llamado La Salle-Ybarra. Después se encuentra el edificio más antiguo, que contiene Bachillerato y la residencia de los hermanos que dan clases en Bachillerato y en ESO. Y por último se encuentra el edificio de ESO, que tiene la residencia de los hermanos que dan clases en educación primaria.

## Deportes
El Club Deportivo La Salle Bilbao es uno de los clubes más importantes y tradicionales del ámbito escolar de Vizcaya. El atletismo tiene alrededor de 30 atletas inscritos y ha sido fundado en 2012. El balonmano que es históricamente la sección deportiva más importante llegando a competir en la Liga ASOBAL y teniendo internacionales absolutos, aunque ahora pasa momento peores. Tiene 4 equipos: 1 alevín, 2 cadetes y 1 senior, teniendo alrededor de 60 jugadores/as. El baloncesto es actualmente la mejor sección de todas, siendo uno de los mejores clubes de Vizcaya. Tiene 26 equipos: 4 seniors, 3 juniors, 3 cadetes, 2 infantiles, 3 preinfantiles, 6 minis y 5 preminis, teniendo alrededor de 270 jugadores/as. El fútbol tiene 12 equipos: 2 juveniles, 1 cadete, 2 infantiles, 3 alevines y 4 benjamines teniendo alrededor de 150 jugadores. También tiene sección gimnasia rítmica y multideporte. Hace tiempo llegaron a tener secciones de hockey, voleibol e incluso béisbol.